# Kasmanda
Kasmanda fou un estat tributari protegit, una de les talukes de l'Oudh. La casa reial és descendent de Raja Salivahan que va derrotar a Vikramaditya l'any 78. Thane Singh es va establir a Bari i Pirnagar, a Oduh, el 1628 i va morir el 1668.

## Llista dels darrers talukdars
- Thakur Jagat rai
- Thakur madhukar shah
- Thakur shah mal ganesh rai
- Thakur kandhiya rai
- Thakur daman singh rai, ?-1746
- Thakur newaz shah 1746-1821
- Thakur bhawani singh 1821-1842
- Thakur jawahir singh sahib 1842-1910
- Raja Bahadur Suraj Baksh Singh Sahib 1910-1948
- Raja Dinesh Pratap Singh 1948-1953 (encara vivia el 2000)